# Stéphane Létang
Stéphane Létang, né le 19 février 1859 à Montluçon (Allier) et mort le 17 juin 1941 à Lavault-Sainte-Anne (Allier), est un homme politique français.

## Biographie
Artisan cordonnier, puis représentant de commerce, il est militant socialiste de la tendance blanquiste. Il est conseiller municipal de Montluçon en 1889 et député de l'Allier de 1898 à 1902.